# Donald Knuth
Donald Ervin Knuth (Milwaukee, Wisconsin, 10. siječnja 1938.) je jedan od najpoznatijih informatičara programera i umirovljeni profesor na sveučilištu Stanford. Često je nazivan „ocem algoritama“ jer je doprinio razvoju i sistematizaciji matematičke tehnike za analizu složenih računalnih algoritama.
Pored velikog doprinosa u nekoliko grana informatike i računarstva, Knuth je, možda, najpoznatiji kao tvorac TeX-a, računalnog sustava za slog i prijelom teksta, kao i METAFONT-a, jezika za definiranje fonta i sustava za Jezično prevodođenje (kompajliranje). Knuth je također tvorac WEB/CWEB računalnog sustava za programiranje čiji je cilj olakšati programiranje. Također je stvorio i MMIX — računalni set instrukcija i asembler kojim je ilustrirao primjere u svom djelu Umjetnost računalnog programiranja (en. The Art of Computer Programming).

## Život i rad
Donald Ervin Knuth rođen je 10. siječnja 1938. u Milwaukeeju. Roditelji su mu bili Amerikanac njemačkog podrijetla Ervin Henry Knuth i Louise Marie Bohning. Ervin je bio učitelj i upravo on je kod Donalda razvio ljubav prema školi, glazbi i matematici.
U srednjoj školi raste Donaldov interes za glazbu te je u jednom trenutku bio odlučio da nakon diplomiranja studira glazbu (svirao je saksofon, a kasnije i trubu), ali se na kraju posvetio prirodnim znanostima.
Prvi "znanstveni" članak, pod nazivom System of Weights and Measures objavio je u školskom časopisu. U njemu je definirao osnovnu jedinicu dužine kao debljinu magazina Mad broj 26, a osnovnu jedinicu sile nazvao je whatmeworry po frazi maskote tog magazina: „Što? Ja zabrinut?“ (en. What? Me worry?). „Mad“ magazin je otkupio članak i objavio ga u lipnju 1957.
Knuthov prvi matematički članak se odnosio na srednjoškolsko natjecanje koje se zvalo „Potraga za talentima“ (1955.). Knuthov članak o računarskoj složenosti pjesama je tiskan više puta u računalnim časopisima.
Kada mu je ponuđena stpendija za studiranje fizike na Institutu tehnologije u Clevelandu prihvatio ju je, ali se vremenom udaljio od fizike i posvetio matematici. Diplomirao je u jesen 1960. Nakon tog je upisao Kalifornijski institut za tehnologiju (Caltech), a u lipnju 1963. je nagrađen za rad u polju matematike. Iako je još uvijek bio student, godine 1962. se zaposlio u izdavačkoj kući "Adison-Wesley". U svom radu Knuth je kombinirao znanje iz matematike i informatike pa je, na primjer, izračunao Eulerov broj na 1.271 decimalu svoje rješenje objavio 1962. Iste godine je objavio rad vezan za računanje polinoma. Knut se oženio s Nancy Jill Carter 24. lipnja 1961. s kojom ima dvoje djece: John Martin Knuth and Jennifer Sierra Knuth.
Nakon što je 1963. doktorirao, Knuth je postao docent na Tehnološkom institutu u Kaliforniji na odsjeku za matematiku, a 1966. je unapređen u zvanje redovnog profesora i postao je stalni član Instituta. Od 1964. do 1967. radio je kao redaktor za programske jezike u Asocijaciji za računarske mašine (en. Association for Computing Machiney). Do 1966. njegov rad na kompajlerima (programima za jezično prevođenje) je dostigao 3.000 napisanih stranica te su Adison i Wesley zajedno s Knuthom odlučili započeti rad na seriji knjiga koje bi obuhvatile i razne druge stvari vezane za računala, a ne samo kompilatore.
Knjiga „Umjetnost računalnog programiranja — prvi di: Osnovni algoritmi“ (en. The Art of Computer Programming—Volume 1: Fundamental Algorithms) objavljena je 1968. Drugi dio: „Polunumerički algoritmi“ (en. Volume 2: Seminumerical Algorithms) objavljen je sljedeće godine, a treći dio: „Sortiranje i pretraga“ (en. Volume 3: Sorting and Searching) 1973. Knuthov cilj je bio sakupiti i sumirati ono što je poznato o računalnim metodama i pokazati koliko je duboka veza između matematike i informatike.
Od 1968. Knuth počinje raditi kao profesor informatike i računarstva na sveučilištu Stanford. 
Knuth je dao veliki doprinos matematici i informatici. Svakako treba spomenuti Knut-Bendiks algoritam, jedan od osnovnih računalnih algoritama s algebarskom strukturom, posebno s grupama i polugrupama. Ovaj algoritam je objavio zajedno sa svojim studentom Peterom Bendixom 1970. godine. 
Drugo značajno Knuthovo djelo je izum TeX-a, jezika za računalno slaganje matematičkih i znamstvenih tekstova. TeX je promijenio tehnologiju digitalne obrade matematičkih i znanstvenih tekstova jer pruža izuzetan kvalitet sloga i prijeloma matematičke notacije, kao i običnog teksta. TeX ne samo da je pomogao u objavljivanju i pisanju članaka već je omogućio i bolju komunikaciju među znanstvenicima i matematičarima.
Treba spomenuti i druga Knuthova djela: programski jezici, razvoj LR(k) raščlanjivanja, Knuth–Morris–Prattov algoritam za sravnjivanje niza karaktera itd. 
Malo je poznato da je Knuth predložio naziv „Backus-Naurova forma“, da je napisao jedan od najsloženijih kompilatora za programski jezik algol u 22. godini i da je prvu knjigu, Umjetnost računalnog programiranja, objavio u svojoj 28. godini.

## Nagrade i priznanja
Za značajan i veliki doprinos informatici i matematici Knuth je dobio veliki broj nagrada, diploma i odlikovanja:
- Godine 1971. postao je prvi dobitnik nagrade „Grace Murray Hopper“ (en. Grace Murray Hopper Award) koju dodjeljuje Asocijacija za računalne strojeve
- Godine 1973. postao je član Američke akademije za znanost i umjetnost
- Godine 1974. osvojio je Turingovu nagradu
- Godine 1975. godine osvojio je nagradu „Lester-Ford“ (en. Lester R. Ford Award) koju dodjeljuje Američka matematička asocijacija
- Godine 1979. dodijeljena mu je nacionalna medalja u polju znanosti
- Godine 1981. postao je član Nacionalne akademije za inženjering
- Godine 1982. postao je počasni član asocijacije IEEE
- Godine 1988. dobio je Franklinovu medalju
- Godine 1992. postaje član Francuske akademije znanosti i umjetnosti
- Godine 1994. nagrađen je Adelskoldovom medaljom koju dodjeljuje Švedska akademija znanosti i umjetnosti
- Godine 1995. dodijeljena mu je i John von Neumannova medalje koju dodeljuje udruženje IEEE čiji je bio član
- Godine 1996. dobio je Kyoto nagradu koju dodjeljuje fondacija „Inamori“

## Ostavština
Knuth se danas smatra legendom u području informatike. Njegove tri knjige o računalnom programiranju imale su značajnu ulogu u definiranju informatike kao složene i bitne znanstvene discipline. Trenutno radi na zaokruživanju serije knjiga Umjetnost računalnog programiranja, koju smatra svojim životnim djelom. Također je docent na sveučilištu Oxford.
Nagrada „Donald Knuth“ (en. The Donald E. Knuth Prize) je nazvana upravo po njemu, a od 1996. godine se dodjeljuje jednom godišnje i iznosi 5.000 dolara. Nagradu dodeljuju Association for Computing Machinery's Special Interest Group on Algorithms and Computing Theory (ACM SIGACT) i Institute of Electrical and Electronics Engineers's Technical Committee on the Mathematical Foundations of Computing (IEEE).